# Посольство Росії в Чехії
Посольство Росії в Чехії розташоване в районі Бубенеч, Прага, за адресою площа Бориса Нємцова, 1, біля Літнього палацу губернатора. Це одне з найбільших закордонних посольств у Чехії. Станом на 1 червня 2017 року в Посольстві Росії працювало 48 дипломатичних працівників та 81 працівників адміністративно-технічного персоналу. З 2016 року послом Росії був Олександр Змеєвський.
До складу посольства також входить російська середня школа.
Окрім посольства в Празі, РФ має також консультації в Брно, Остраві та Карлових Варах.

## Будівництво

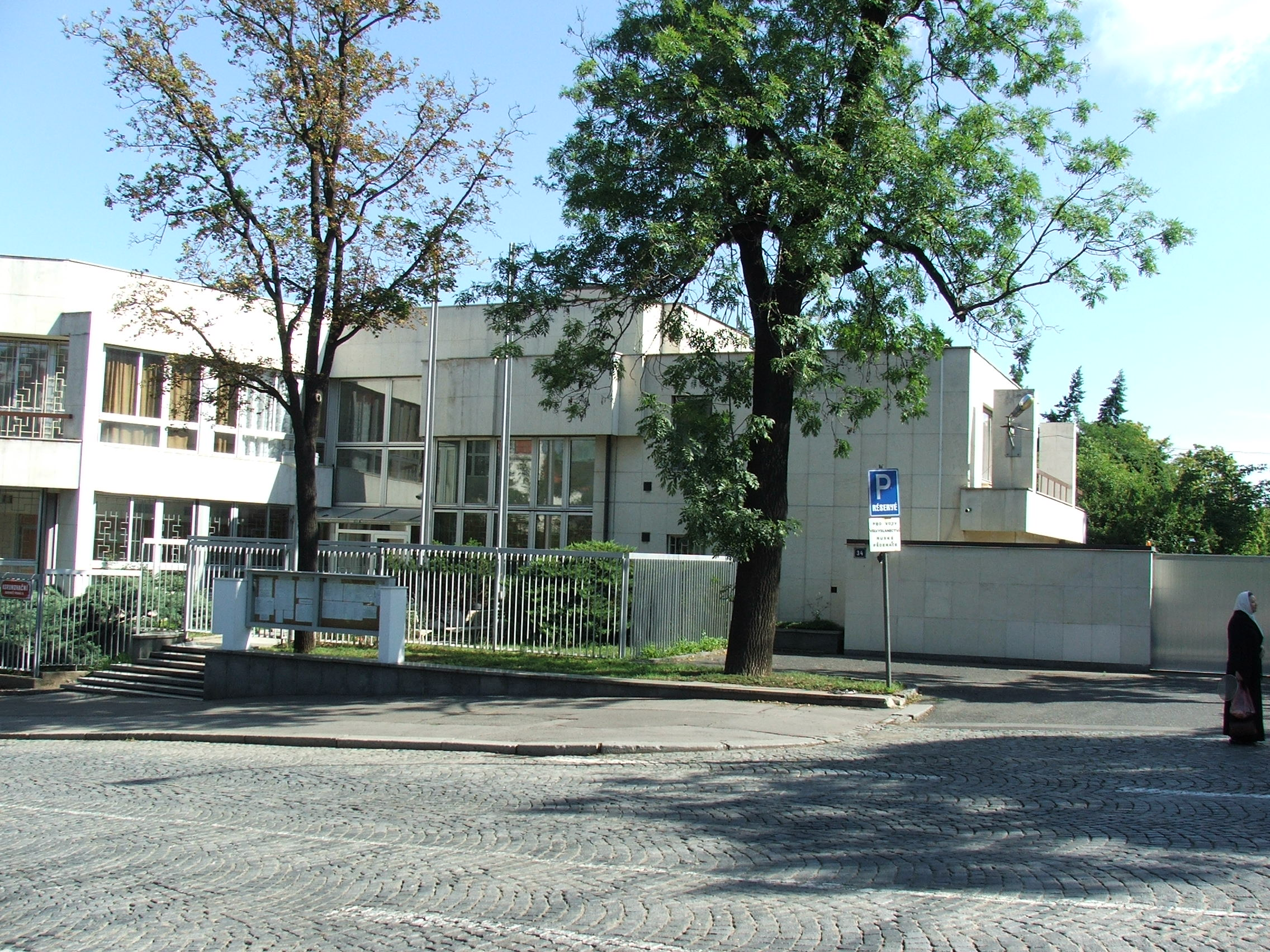
Один з входів посольства Росії та російської середньої школи

Будівля, де розміщується посольство, побудована 1927 року єврейським банкіром Іржі Поппром. До початку Першої світової війни він на одному літаку з Едвардом Бенешем втік з країни. 16 березня 1939 року будинок конфіскували німецькі нацисти під час окупації Чехословаччини та створили в ньому празьку штаб-квартиру Гестапо. Тут побудована система тунелів безпеки та таємних проходів.
Наприкінці війни 1945 року родина колишніх власників намагалася повернути собі будинок, але цього зробити не вдалося через Декрети Бенеша. Після повернення Бенеса на батьківщину він подарував будівлю СРСР.
У 2008 році Лізабет Поппер, дочка Іржі Поппера, намагалася повернути будинок шляхом реституції. Але це не вдалося.
27 лютого 2020 року площу «Під Каштанами» було перейменовано на площу Бориса Нємцова, на честь Бориса Нємцова, російського опозиційного ліберального політика, вбитого цього дня в Москві 2015 року.